# Obba Babatundé
Obba Babatundé est un acteur, producteur, réalisateur et scénariste américain né le 1er décembre 1951 à Jamaica, Queens (États-Unis).

## Filmographie

### Acteur
- 1980 : Baryshnikov on Broadway (TV)
- 1982 : Treemonisha (TV) : Zodzetrick
- 1970 : La Force du destin ("All My Children") (série télévisée) : Rusty Bennett (1987)
- 1987 : Leonard Part 6 de Paul Weiland
- 1988 : Le Choix tragique (God Bless the Child) (TV) : Raymond
- 1988 : Veuve mais pas trop (Married to the Mob) de Jonathan Demme : The Face of Justice
- 1989 : Heart and Soul (TV) : Al Taylor
- 1990 : Le Flic de Miami (Miami Blues) de George Armitage : Blink Willie, Informant
- 1991 : Le Silence des agneaux (The Silence of the Lambs) de Jonathan Demme : TV Anchorman
- 1991 : Dead Again de Kenneth Branagh : Syd
- 1992 : The Importance of Being Earnest : Lane
- 1993 : Pas de vacances pour les Blues (Undercover Blues) : Lt. Theodore 'Ted' Sawyer
- 1993 : Philadelphia : Jerome Green
- 1994 : MANTIS (TV) : Cornell
- 1994 : Necronomicon (H.P. Lovecraft's: Necronomicon) de Brian Yuzna, Christophe Gans et Shūsuke Kaneko : Paul (part 3)
- 1995 : Drôle de singe (Born to Be Wild) de John Gray : Interpreter
- 1995 : A Reason to Believe (en) de Douglas Tirola (en) : Prof. Thurman
- 1996 : The Tomorrow Man (TV) : Brian Parish
- 1996 : La Couleur du baseball (Soul of the Game) (TV) : Cum Posey
- 1996 : Mes doubles, ma femme et moi (Multiplicity) d'Harold Ramis : Paul
- 1996 : Une folle équipée (Carpool) : Jeffery, Miller's Boss at Bauer & Cole
- 1996 : That Thing You Do! de Tom Hanks : Lamarr
- 1996 : The Cherokee Kid (en) de Paris Barclay (TV) : Isom Dart
- 1997 : La Couleur du sang (Miss Evers' Boys) (TV) : Willie Johnson
- 1998 : Fatal Pursuit d'Eric Louzil (en) : Trinidad
- 1998 : The Temptations (en) (TV) : Berry Gordy
- 1999 : Xyber 9: New Dawn (en) (série télévisée)
- 1999 : Perpète (Life) de Ted Demme : Willie Long
- 1999 : Dorothy Dandridge (Introducing Dorothy Dandridge) (TV) : Harold Nicholas
- 1999 : The Apartment Complex (en) (TV) : Chett
- 2000 : The Visit (en) de Jordan Walker-Pearlman (en) : Tony Waters
- 2001 : One Special Moment (TV)
- 2001 : How High de Jesse Dylan : Dean Carl Cain
- 2002 : John Q de Nick Cassavetes : Sgt. Moody Chicago PD
- 2002 : Redeemer (TV) : Charles Henderson
- 2002 : La Famille Delajungle le film de Cathy Malkasian et Jeff McGrath : Boko (voix)
- 2003 : MVP : Dr Howard Perkins
- 2003 : The Great Commission de Rockmond Dunbar : Rev. Jesse
- 2004 : N'oublie jamais (The Notebook) de Nick Cassavetes : Band Leader
- 2004 : Un crime dans la tête (The Manchurian Candidate) de Jonathan Demme : Senator Wells
- 2004 : Coup d'éclat (After the Sunset) de Brett Ratner : Zacharias
- 2004 : Kangaroo Jack: G'Day U.S.A.! (en) (vidéo) : Chief Ankamuti (voix)
- 2005 : On ne vit qu'une fois (One Life to Live) (série télévisée) : Clay
- 2006 : La Prophétie des Andes (The Celestine Prophecy)d'Armand Mastroianni : Miguel
- 2009 : Black Dynamite de Scott Sanders: Osiris
- 2012 : Les Chiots Noël, la relève est arrivée (Santa Paws 2 : The Santa Pups) de Robert Vince (en): Maire Denny
- 2018 : City of Lies de Brad Furman : le chef de la police

## Séries
- S.W.A.T. 2018 saison 1 episode 18 : père de Hondo
- Grey's Anatomy saison 5 épisode 20 : blessé ramené par ambulance
- Friends saison 3 épisode 12 ; rôle d'un chorégraphe à Broadway
- Dawson saison 3 : rôle du Principal Green
- Cold Case saison 4 épisode 18 : rôle d'un professeur de danse
- Psych enquêteur malgré lui: saison 2 épisode 11: David Gaffrey (VF: Jean-Louis Faure)
- Amour, Gloire et Beauté : Julius Avant
- S.W.A.T depuis 2017 : Daniel Harrelson Sr
- NCIS Saison 6 épisode 18 : Joe Banks
- The last Tycoon 2017 saison 1: Les Turpin, professeur de danse

### Réalisateur
- 2003 : Dorothy Dandridge: Singing at Her Best (vidéo) (+ producteur)
- 2003 : Oscar's Black Odyssey: From Hatte to Halle (vidéo) (+ scénariste et producteur)